# Жульєн Рассам
Жульє́н Расса́м (фр. Julien Rassam; уроджений Жульє́н Лангма́нн, Рассам — дошлюбне прізвище матері; нар. 14 червня 1968, Париж, Франція — 3 лютого 2002, Париж, Франція) — французький кіноактор, син режисера Клода Беррі та брат Тома Лангманна. Його батько був євреєм, а мати народилася в Лівані. З боку матері він є племінником продюсерам Жану-П'єру Рассаму та Полю Рассаму.

## Кар'єра
Дебютував у кіно дитиною, знявшись у стрічці свого батька «Самець століття». Найвиграшнішими ролями в кар'єрі Рассама можна вважати принца Франсуа в історичному фільмі Патріса Шеро «Королева Марго» і Бенуа в «Акомпаніаторці» Клода Міллера, за яку він був номінований на премію Сезар як найперспективніший актор серед чоловіків-акторів в 1993.
У 1992 р. спробував себе в режисурі й зняв короткометражний фільм «День гніву» (фр. Jour de colère), який був представлений в основному конкурсі Festival Premiers Plans d'Angers.

## Особисте життя і смерть
Найвідомішим романом Рассама є відносини з акторкою Маріон Котіяр. З 2000 р., після випадкового падіння з третього поверху готелю Raphael в Парижі, він мав параліч нижніх кінцівок.
Покінчив життя самогубством у 2002 р. Йому було 33 роки. Його мати, Анна-Марі Рассам, також наклала на себе руки в 1997 р., вистрибнувши з вікна квартири своєї подруги — матері Ізабель Аджані.

## Фільмографія
| Рік       |   | Українська назва                      | Оригінальна назва                             | Роль                |
| --------- | - | ------------------------------------- | --------------------------------------------- | ------------------- |
| 1975      | ф | Самець століття                       | Le mâle du siècle                             | Жульєн              |
| 1991—2005 | с | Мегре                                 | Maigret                                       | Лекур               |
| 1992      | ф | Альберт страждає                      | Albert souffre                                | Альберт             |
| 1992      | ф | Акомпаніаторка                        | L'accompagnatrice                             | Бенедикт Вейцман    |
| 1993      | с | Усі хлопчики й дівчатка свого віку... | Tous les garçons et les filles de leur âge... | Поль                |
| 1993      | ф | Ніде                                  | Nulle part                                    |                     |
| 1994      | ф | Королева Марго                        | La reine Margot                               | герцог Алансонський |
| 1994      | ф | Ялла є ана                            | Yalla yaana                                   |                     |
| 1998      | ф | Спрут                                 | Le poulpe                                     | трансвестит         |
| 1999      | ф | Несамовиті                            | Furia                                         | Le résistant #1     |